# Waitaha (fleuve)
42° 57′ 30″ S, 170° 39′ 24″ E

```
Le 
fleuve
 
Waitaha
 (en 
anglais
 : 
Waitaha River
), également connu comme la rivière du 

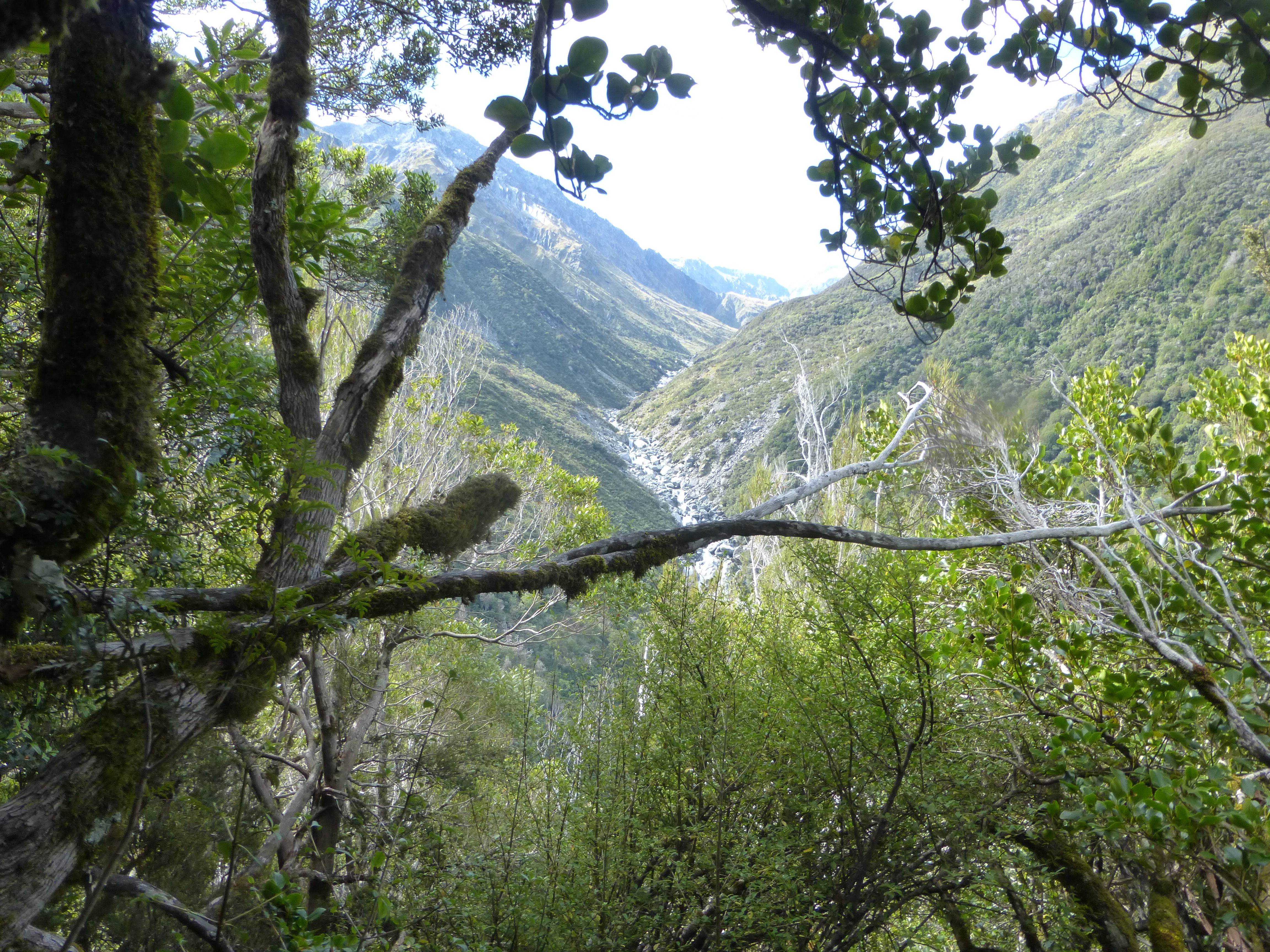
Partie supérieure du cours de la rivière Waitaha

Mont Cook
, est un 
cours d’eau
 de la région de la 
West Coast
, situé dans l’
Île du Sud
 de la 
Nouvelle-Zélande
.
```

## Étymologie
Waitaha, en langage Māori et dans son sens littéral, signifie  wai une rivière ou un torrent, taha franchit par un côté. Elle fut dénommée ‘Waitaha’, en raison d’un des premiers iwi (tribu ou nation) de l’Île du Sud, qui donna le nom à cette  place de l’Île du Sud.

## Géographie
Elle s’écoule vers le nord-ouest à partir de la chaîne de Bloomfield Range située dans les Alpes du Sud, à quelque 10 km au nord du mont Whitcombe et elle atteint la Mer de Tasman à 15 km au sud-ouest de la ville de Ross. Près de la côte, elle est enjambée par la State Highway 6/S H 6, et juste en aval du pont, la rivière Kakapotahi, ou Little Waitaha, se déverse dans le fleuve Waitaha.
Le fleuve Waitaha est réputé pour l’or, tant alluvial que provenant de dépôts glaciaires. De grossiers fragments d’or ont été extraits par dragage en aval de la gorge de Morgan où la rivière débouche dans une plaine. Plusieurs exploitations aurifères poursuivent aujourd'hui leurs activités dans la région. 
La gorge de Morgan, qui fait partie de la rivière Waitaha, est l’un des secteurs d’eau vive parmi les meilleurs et les plus exigeants de Nouvelle-Zélande pour la pratique du kayak, d'où le surnom[pas clair] de la rivière du Mont Cook. Westpower Ltd propose d'y construire un barrage hydro-électrique ; le projet est soutenu par le maire de Westland, Bruce Smith, mais il est contesté par la Royal Forest and Bird Protection Society (en), par Whitewater NZ (le groupe représentant les intérêts des pratiquants du kayak et les canoéistes), et le Federated Mountain Clubs (en) (FMC),. Les terres situées le long des cours médian et supérieur de la rivière font partie des terres protégées administrées par le Department of Conservation (DOC) et bénéficient du « stewardship status », avec un niveau de protection au-dessus de celui des Parcs nationaux de Nouvelle-Zélande . Le DOC a donné un accord de principe pour un parcours de l’eau de 1,5 km à construire dans un tunnel, et doit donner une décision finale après une consultation publique, qui se termine en décembre 2016[Passage à actualiser].